# قط نمري
القط النمري أو السنور النمري (الاسم العلمي: Prionailurus bengalensis) قط بري صغير الحجم أكبر بقليل من القط المنزلي ينتشر في جنوب وشرق آسيا. في سنة 2002 اُدرج ضمن الأنواع غير المهددة بالانقراض، لكن في بعض مناطق انتشاره يتعرض إلى الصيد أو فقدان البيئة الطبيعية بسبب تجاوز المزارعين عليها.

## التصنيف

### النويعات الفرعية
يوجد 13 نويعًا فرعيًا من قطة البنغال، تعيش في جميع أنحاء آسيا، من روسيا في أقصى الشمال إلى الفلبين في أقصى الجنوب. تتميز كل نويعة فرعية بخصائصها الفيزيائية الخاصة، مثل لون الفراء ونمط البقع، منها:
Prionailurus bengalensis bengalensis: تتواجد في الهند، بنغلاديش، جنوب غرب آسيا ومقاطعة يونان في الصين.
Prionailurus bengalensis alleni: تعيش في جزيرة هاينان، الصين.
Prionailurus bengalensis chinensis: تعيش في الصين، تايوان والفلبين.
Prionailurus bengalensis horsfieldii: تتواجد في منطقة الهيمالايا.
Prionailurus bengalensis euptilurus: تنتشر في أقصى شرق سيبيريا، منغوليا ومانشوكو.
قط إيرموته (Prionailurus bengalensis iriomotensis): من جزيرة إيرموته، وهي واحدة من جزر ريوكيو في الأرخبيل الياباني، في البداية تم اعتبار قطة إيرموته نوعًا مميزًا، ولكن بعد تحليل دنا المتقدرة في التسعينيات اعتُبرت نويعًا فرعيًا لقطة النمر.